# 蒙特雷斯·哈雷爾
 蒙崔斯·達舍·哈雷爾（英語：Montrezl Dashay Harrell，1994年1月26日—）為美國男子籃球運動員。

## 職業生涯
哈雷爾在2015年NBA选秀第二輪被休士頓火箭選中。
2017年，哈雷爾被交易到洛杉矶快船，並於2020年被評為NBA最佳第六人。
2020年11月22日，哈雷尔与洛杉矶湖人签约。
2021年7月30日，華盛頓巫師將羅素·衛斯特布魯克送往洛杉磯湖人，換來凯尔·库兹马、蒙特雷斯·哈雷爾以及肯塔维奥斯·卡德维尔-波普、2021年第22順位、2024年第二輪選秀權、2028年第二輪選秀權。
2022年2月10日，哈雷尔被交易到夏洛特黃蜂。
2024年9月12日，澳洲國家籃球聯賽阿得雷德36人簽下哈雷爾。
2025年2月3日，中国男子篮球职业联赛浙江稠州與哈雷爾完成簽約。2月16日，浙江稠州宣布簽下哈雷爾。2月19日，哈雷爾表示不會加入浙江稠州。哈雷爾未於約定日期2月22日前向浙江稠州報到。3月13日，新疆广汇完成註冊哈雷爾，頂替罗伯·爱德华兹。

## 外部連結
- 蒙特雷斯·哈雷爾在fiba.basketball（英语）
- 蒙特雷斯·哈雷爾在archive.fiba.com（存檔）（英语）
- 蒙特雷斯·哈雷爾在NBA（英语）
- 蒙特雷斯·哈雷爾在NBA G聯盟（英语）
- 蒙特雷斯·哈雷爾在中国男子篮球职业联赛
- 蒙特雷斯·哈雷爾在Basketball-Reference.com（NBA）（英语）
- 蒙特雷斯·哈雷爾在Basketball-Reference.com（NBA G聯盟）（英语）
- 蒙特雷斯·哈雷爾在Basketball-Reference.com（國際）（英语）
- 蒙特雷斯·哈雷爾在Sports-Reference.com（NCAA）（英语）
- 蒙特雷斯·哈雷爾在ESPN（NBA）（英语）
- 蒙特雷斯·哈雷爾在Eurobasket.com（球員）（英语）
- 蒙特雷斯·哈雷爾在Proballers（英语）
- 蒙特雷斯·哈雷爾在RealGM（英语）
- 蒙特雷斯·哈雷爾在中国篮球数据库
- 蒙特雷斯·哈雷爾在互联网电影资料库（IMDb）上的資料（英文）